# Cleopatra ferruginea
Cleopatra ferruginea là một loài ốc nước ngọt với một nắp, là động vật chân bụng sống dưới nước động vật thân mềm thuộc họ Paludomidae.
Loài này có ở Burundi, Ai Cập, Ethiopia, Kenya, Sudan, Tanzania, Uganda and South Africa.
Nơi sống tự nhiên của chúng là sông có nước theo mùa, đầm nước, và đầm nước ngọt.

## Hình ảnh

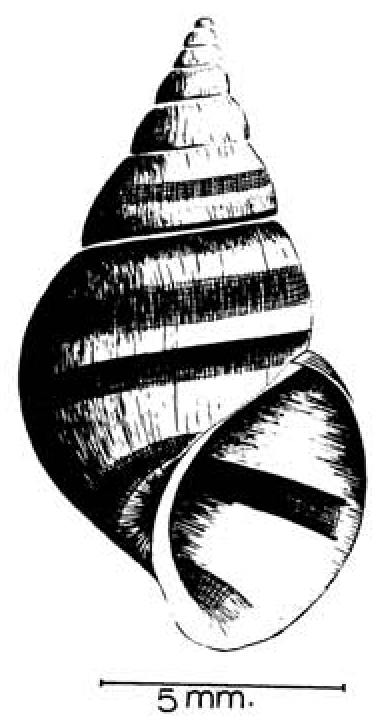